# تلمبه باهنر
تلمبه باهنر یک منطقهٔ مسکونی در ایران است که در دهستان نگار واقع شده‌است.